# スペインの囚人
スペインの囚人（スペインのしゅうじん、英語: The Spanish Prisoner、スパニッシュ・プリズナー）は19世紀初期にまで遡る古い信用詐欺の手口である。19世紀フランスで犯罪者から捜査官・探偵になったフランソワ・ヴィドックが『回想録』にその実例を残している。
そのもともとの形は、以下のようなものであった。
- 詐欺師が被害者（カモ）に対し、「私は大きな資産を持つ裕福な人間の代理人である。彼は遺憾ながらスペインで人違いのために囚われの身になっている。囚人はそれなりの証明がなければ人違いだと認めてもらえない。ついては、身分証明と保釈のためのお金を出してほしい」ともちかける。
- 詐欺師はカモにお金を先に渡すように申し出て、その代わりもし囚人が帰ってきたら、莫大な財産から金銭的なお礼をし、さらに囚人の美しい娘と結婚もさせると約束する。
- しかし、一旦カモが金を渡すと、「囚人の身に更なる問題が発生した」と告げてもっと多額の金を要求する。詐欺師は保釈金の額をどんどん引き上げてゆく。
- カモがすっかりお金をなくしたところで、詐欺師は姿を消す。

## なぜ騙されるのか
「スペインの囚人」詐欺の成功の鍵は、カモに囚人の正体や詳しい状況を知られないために、「この件は秘密である」と強調し、詐欺師に対して信用させるところにある。また詐欺師はしばしばカモに対し、「あなたが選ばれたのは、注意深い調査の結果、あなたが正直であり信頼できる取引をする人間だと評判だからだ」と口にする。そして詐欺師は、囚人からのお礼のうち、自分の最終的な取り分はカモの任意によって分配されるように取引を組み立てたように見せかける。

## 現在も続くスペインの囚人詐欺
現代における「スペインの囚人」の変形は信用詐欺、融資詐欺、その他「お金を先払いし後でお礼が返る」方式の詐欺などである。例えば、様々な高価な品物が倉庫、腐敗した税関吏、忘れ物保管所などに差し止められており、役人や泥棒たちがその価値や正体に気付く前に引取手数料や身代金を払ってほしいというものである。また「ナイジェリアの手紙」と呼ばれる新手の信用詐欺（失脚したアフリカ某国の独裁者の親類や、腐敗官僚の代理人と自称する者が、不正に手に入れた幾百万ドルの大金をマネーロンダリングのためにカモの口座に移し変えたいと申し出て、その前に賄賂やその他経費をまかなうための頭金を払うよう要求する、というようなもの）もある。

## その他
- デヴィッド・マメット監督・脚本の1997年のアメリカ映画、『スパニッシュ・プリズナー』には、彼の前作『スリル・オブ・ゲーム』（1987年、日本では劇場未公開）同様、話の中にこの種の詐欺のトリックが描かれている。